# Noriyo Hiroi
Noriyo Hiroi (廣井 法代?, Hiroi Noriyo; Shiozawa, 3 maggio 1976) è un'ex sciatrice alpina giapponese.

## Biografia
Originaria di Niigata, la Hiroi esordì in Coppa del Mondo il 26 ottobre 1996 a Sölden in slalom gigante, senza concludere la prova, ai Campionati mondiali a Sestriere 1997, senza completare né lo slalom gigante né lo slalom speciale, e ai Giochi olimpici invernali a Nagano 1998, anche in quel caso senza terminare né lo slalom gigante né lo slalom speciale. In Far East Cup conquistò l'ultima vittoria il 18 marzo 1998, a Nozawaonsen in slalom speciale, e l'ultimo podio il 3 marzo 2000, nelle medesime località e specialità (2ª).
Il 28 dicembre 2000 ottenne il miglior piazzamento in Coppa del Mondo, a Semmering in slalom speciale (10ª), e ai successivi Mondiali di Sankt Anton am Arlberg 2001 si piazzò 26ª nello slalom gigante e non completò lo slalom speciale. Ai XIX Giochi olimpici invernali di Salt Lake City 2002 fu 29ª nello slalom gigante e 14ª nello slalom speciale, mentre ai Mondiali di Sankt Moritz 2003 si classificò 29ª nello slalom speciale.
In seguito prese ancora parte a una rassegna iridata, Bormio/Santa Caterina Valfurva 2005 (30ª nello slalom gigante, non completò lo slalom speciale), e a una olimpica, Torino 2006, dove si piazzò 26ª nello slalom gigante e 29ª nello slalom speciale. Prese per l'ultima volta il via in Coppa del Mondo l'11 marzo 2006 a Levi in slalom speciale, senza concludere quella che sarebbe rimasta la sua ultima gara in carriera.

## Palmarès

### Coppa del Mondo
- Miglior piazzamento in classifica generale: 56ª nel 2001

### Coppa Europa
- Miglior piazzamento in classifica generale: 16ª nel 2000
- 4 podi (dati dalla stagione 1994-1995):
  - 1 vittoria
  - 1 secondo posto
  - 2 terzi posti

#### Coppa Europa - vittorie
| Data            | Località | Paese    | Specialità |
| --------------- | -------- | -------- | ---------- |
| 25 gennaio 2002 | Rogla    | Slovenia | SL         |

Legenda:

SL = slalom speciale

### Far East Cup
- Miglior piazzamento in classifica generale: 2ª nel 2000
- 18 podi (dati dalla stagione 1994-1995):
  - 6 vittorie
  - 8 secondi posti
  - 4 terzi posti

#### Far East Cup - vittorie
| Data          | Località    | Paese    | Specialità |
| ------------- | ----------- | -------- | ---------- |
| 6 marzo 1996  | Nozawaonsen | Giappone | GS         |
| 7 marzo 1996  | Nozawaonsen | Giappone | GS         |
| 9 marzo 1996  | Shigakōgen  | Giappone | SL         |
| 13 marzo 1997 | Shigakōgen  | Giappone | GS         |
| 17 marzo 1998 | Nozawaonsen | Giappone | GS         |
| 18 marzo 1998 | Nozawaonsen | Giappone | SL         |

Legenda:

GS = slalom gigante

SL = slalom speciale

### Campionati giapponesi
- 5 medaglie (dati dalla stagione 1994-1995):
  - 4 ori (slalom gigante nel 1996; slalom gigante nel 1998; slalom gigante, slalom speciale nel 1999)
  - 1 argento (slalom speciale nel 1995)